# 王鈞 (1956年)
王鈞（1956年4月7日—），男，台灣電視節目製作人，畢業於輔仁大學大眾傳播學系，全能製作公司（Full Power Production）、巨人製作公司（Giant Production）、東岳傳播（Eastern Power Production）與頤合製作公司（e-hope Production）創辦人，頤倫影視前總經理，東森綜合台前台長，主要製作綜藝節目及電視劇，在綜藝界有「綜藝坦克」之稱。其妻丘秀珠為資深經紀人。

## 生平
王鈞就讀輔仁大學大眾傳播學系四年級時，擔任中華電視台（華視，即今中華電視公司）綜藝節目《綜藝100》的製作助理，他的靈活表現很快受到當時《綜藝100》「鐵三角」江吉雄、黃昭彥、張小燕的賞識，從製作助理升格為編劇。1979年，王鈞大學畢業，直到服兵役前才離開《綜藝100》；入伍後，王鈞常常寄劇本給《綜藝100》。王鈞退伍後，進入「大世紀傳播公司」，首先在黃連青製作的華視綜藝節目《大精彩》擔任企劃與編導，實際參與《大精彩》的外景導演、剪接、配音，原因是《大精彩》製作單位要省錢。
1981年至1983年，王鈞在大世紀傳播先後參與《大精彩》、《綜藝眼》、《綜藝100》的製作。1983年，王鈞跳槽「大才傳播公司」，在該公司製作華視交友節目《愛之橋》與中國電視公司（中視）綜藝節目《飛上彩虹》；王鈞回憶，雖然他是《飛上彩虹》實際製作人，但是當時他不能掛名，「當時很多人壓迫我，也受了一些委屈、覺得很辛苦」。
1984年2月1日，中視播出除夕特別節目《又見彩虹》，裴祥泉製作，王鈞編劇，鳳飛飛主持。
1985年，王鈞跳槽葛福鴻的「福隆製作公司」（金星娛樂前身），2年內製作了臺灣電視公司（台視）綜藝節目《群星飛躍》與華視綜藝節目《歡樂奇兵》。王鈞的父親曾經寫信給華視總經理武士嵩，希望能給王鈞安排一個正職工作；武士嵩也正式邀請王鈞進入華視節目部，但當時華視節目部經理張永祥以「進來不見得會那麼好發揮」與「留在外面反而有發揮的空間」為由勸王鈞不要進華視。1986年，王鈞自行創業，成立「全能製作公司」。
王鈞提拔了王莉茗、蘇建宏、馬競達、賴君宇、常立欣、施珠勵等輔大同學成為台灣電視節目製作人，合稱「輔大幫」。王鈞稱張小燕、張菲、胡瓜與吳宗憲為台灣「綜藝界F4」。
1990年代，王鈞陸續擔任《鑽石舞台》、《綜藝總動員》、《綜藝萬花筒》、《抱喜報喜DoReMi》等紅極一時的華視綜藝節目製作人，發掘曹蘭口條與主持方面潛力而多次合作，也成功將曹蘭捧為一線女主持人。

## 作品

### 綜藝節目
中國電視公司
- 《飛上彩虹》（首播期間：1984年8月11日至1984年12月8日，擔任企劃，與林鴻明合製）
- 《紅白勝利》（首播期間：1997年8月9日至2000年11月14日）
- 《全能綜藝通》（首播時間：1997年10月5日至2002年11月30日）
- 《歡喜玉玲龍》（首播期間：2001年4月7日至2002年4月13日）
- 《周日玉玲龍》（首播期間：2001年）
- 《周日八點黨》（首播期間：2000年4月16日至2008年7月27日）
- 《綜藝大哥大》（首播期間：2002年4月至2011年9月24日）
- 《把愛傳出去》（汶川大地震賑災晚會，首播期間：2008年5月18日19:30～23:30）
- 《挑戰101》（首播期間：2009年1月2日至2009年7月17日）
- 《周五八點黨》（首播期間：2009年7月24日至2010年1月1日）
- 《巨星桃園 閃耀世界 2009跨年晚會》（2009年中視、中天現場直播）
- 《把愛傳去 88賑災晚會》（八八水災賑災晚會，與王偉忠合製，首播期間：2009年8月14日20:00～2009年8月15日00:00）
- 《展旺巔峰 再現風華 中視40台慶晚會》（與李慧蘭合製，首播期間：2009年10月31日20:00～22:30）
- 《100年廣播金鐘獎頒獎典禮》
- 《100年電視金鐘獎頒獎典禮》
- 《104年廣播金鐘獎頒獎典禮》
- 《104年電視金鐘獎頒獎典禮》
- 《綜藝大本營》（與李慧蘭合製，首播期間：2011年10月1日至2012年8月11日）
- 《沒玩沒了》（與徐乃麟合製）

中華電視公司
- 《大精彩》（首播期間：1982年7月19日至1985年12月16日，擔任企劃與編導）
- 《鑽石舞台》（首播時間：1986年11月2日至1995年5月28日）
- 《百戰百勝》（首播時間：1988年10月16日至1998年3月1日）
- 《歡樂大聯線》（首播期間：1991年1月14日至1991年4月3日）
- 《綜藝萬花筒》（首播時間：1991年7月1日至1996年12月13日）
- 《抱喜報喜DoReMi》（首播時間：1992年）
- 《綜藝總動員》
- 《勁歌金曲五十年》
- 《用愛迎接新年》（1993年跨年特別節目，與周浩光、馮家瑞合製）
- 《電視聯合國》（首播時間：1995年8月19日至1995年12月9日）
- 《紅白勝利》（首播期間：1996年4月20日至1997年8月2日）
- 《全能運動王》（首播期間：1997年7月5日至1997年12月27日）
- 《華視夜店——華視世界通》
- 《POWER星期天》（首播期間：2008年7月20日）
- 《這就叫做愛》（首播期間：2008年）
- 《台灣真好康》（與焦志方合製，首播期間：2010年1月2日至2010年10月22日）

傳訊電視大地頻道
- 《廣告也瘋狂》

新加坡電視機構
- 《原來如此》

東風衛視
- 《料理美食王》
- 《估價王》
- 《開運萬事通》
- 《我愛金城武》
- 《美味鑑定團》
- 《就是要開運》

東森綜合台
- 《全能遊戲王》
- 《全能估價王》
- 《超級美食王》（與焦志方合製）
- 《開運鑑定團》
- 《麻辣一家親》

中天娛樂台
- 《挑戰101》（首播期間：2009年1月16日至2009年11月27日）
- 《把愛傳去 88賑災晚會》（八八水災賑災晚會，與中國電視公司聯播）

壹電視綜合台
- 《黃金比例》

公共電視文化事業基金會
- 《那些年我們的歌》
- 《一字千金》
- 《話山話水話玲瓏》

緯來綜合台
- 《愛喲我的媽》
- 《來自星星的事》

### 電視劇
台灣電視公司
- 《吐司男之吻》

中國電視公司
- 《我的秘密花園》
- 《我的秘密花園2》
- 《甜檸檬之戀》
- 《男丁格爾》
- 《雙璧傳說》
- 《牽牛花開的日子》
- 《妻子們的戰爭》

中華電視公司
- 《單身宿舍連環泡》
- 《吐司男之吻Ⅱ愛情本事》
- 《戀愛女王》
- 《歡喜來逗陣》
- 《魔女18號》
- 《艋舺燿輝》
- 《我的排隊情人》
- 《海海人生》

東森電視
- 《婆媳過招千百回》
- 《艾曼紐要怎樣》

三立電視
- 《幸福選擇題》

### 其他
- 紀錄片《東方見聞錄》[8]
- 2009年亞太影展 於TVBS現場直播
- 2015年「青春旋律－西洋流行音樂同學會」演唱會（主辦單位：台北演藝經紀文化交流協會、全能製作公司、同聯文化）（與光、王祥基擔任總製作人）

## 外部連結
- 巨人製作公司